# Taivaskero

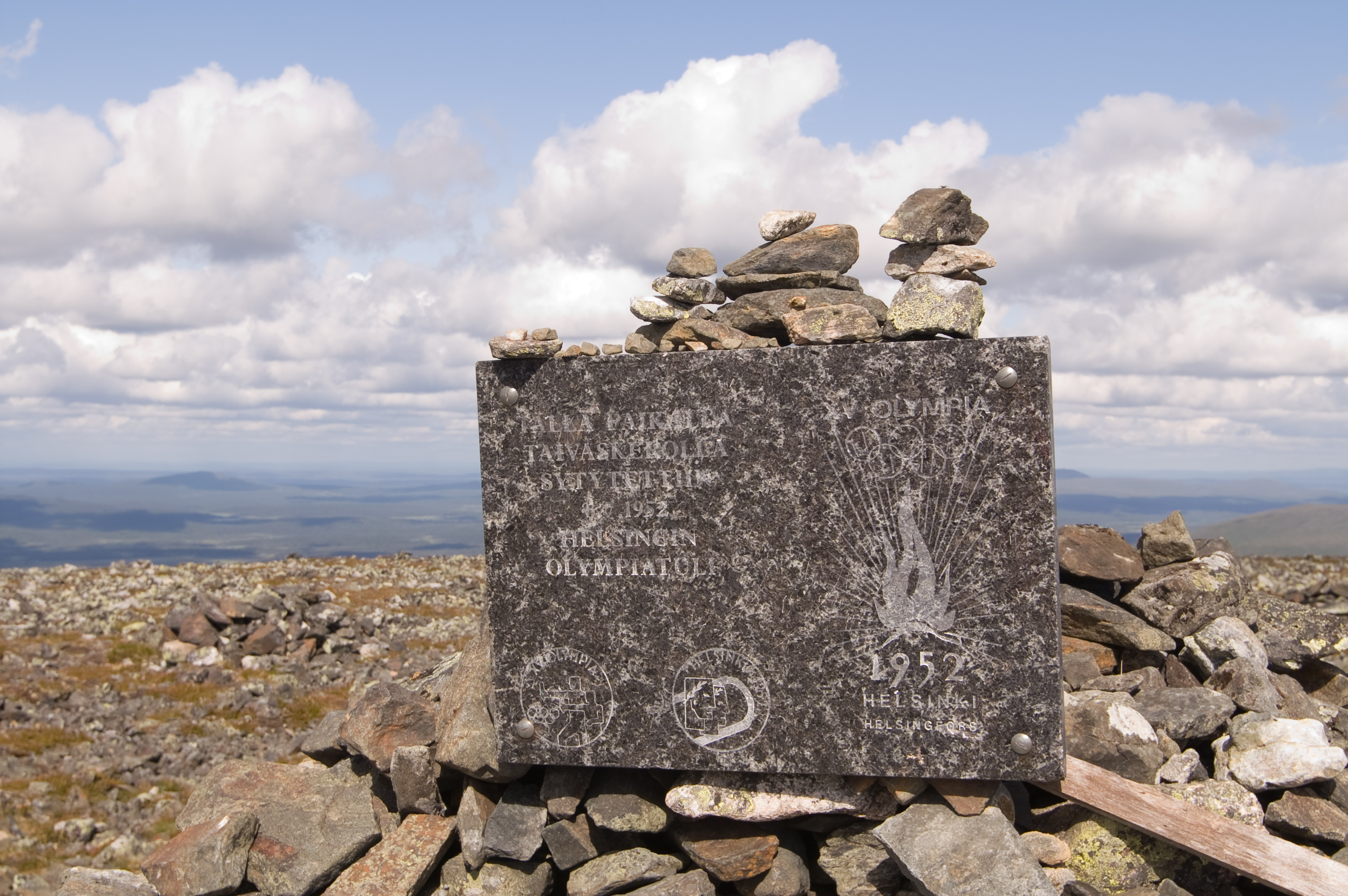
Minnesmärke på toppen av Taivaskero över tändande av en olympisk fackla 1952

Taivaskero eller Himmelriiki är ett 809 meter högt berg i Lappland i Finland. Taivaskero är det högsta berget i bergmassivet Pallastunturi, som har sju bergstoppar, i Muonio och Enontekis kommuner i Lappland i Finland. 
Pallastunturi ligger i den södra delen av Pallas-Yllästunturi nationalpark, som bildades 1938. Området är sedan 2005 en del av den 102.000 hektar stora Pallas-Yllästunturi nationalpark i Enontekis, Kittilä, Muonio och Kolari kommuner. 

## Den olympiska elden 1952
En andra olympisk fackla till Olympiska sommarspelen 1952 i Helsingfors tändes på toppen av Taivaskero vid midnatt den 6 juli 1952. Facklan tändes av strålar från midnattssolen och bars till Torneå, där den förenades med huvudfacklan, som hade tänts i Olympia i Grekland.

## Toppar i Pallastunturi
- Taivaskero, 809 meter över havet
- Pyhäkero, 778 meter över havet
- Laukukero, 766 meter över havet
- Lehmäkero, 747 meter över havet
- Palkaskero, 707 meter över havet
- Orotuskero, 687 meter över havet
- Pallaskero, 646 meter över havet